# José María Ponsoda
José María Ponsoda Bravo (Barcelona, 21 de septiembre de 1882 – Moncada, 17 de octubre de 1963) fue un escultor español especializado en imaginería religiosa. Su obra se caracteriza por la devoción y el detallismo, y está presente en numerosas iglesias y cofradías de la Comunidad Valenciana y otras regiones de España.

## Biografía
Nacido en la calle Valencia de Barcelona, Ponsoda era hijo de padres valencianos. Desde temprana edad mostró interés por la escultura, iniciándose en el taller del escultor Torrás a los once años. Posteriormente, ingresó en las escuelas salesianas, donde compaginó sus estudios con la formación artística en la Academia Oficial de Bellas Artes. A los dieciocho años se trasladó a Valencia para trabajar en el taller del imaginero Damián Pastor, su maestro. Cuatro años después, estableció su propio taller en la Plaza de San Lorenzo n.º 2 de Valencia, desde donde realizó numerosas obras para España y América Latina.

## Obra
La producción artística de Ponsoda se centra en la imaginería religiosa, destacando por su estilo inspirado en el barroco valenciano y por la expresión de profunda religiosidad en sus esculturas. Entre sus obras más reconocidas se encuentran:
- La restauración de la imagen de la Virgen de los Desamparados de Valencia, dañada durante la guerra civil española. Ponsoda consideró este encargo como uno de los más importantes de su carrera.[1]

- Diversas esculturas para la basílica de la Virgen de los Desamparados de Valencia.[2]

- Imágenes procesionales para la Semana Santa de diversas localidades, como el Ecce Homo de Callosa de Segura (1940) y el Cristo Yacente de la Hermandad del Santo Sepulcro de Alicante (1942).[3]

- Una extensa producción de esculturas religiosas para parroquias y cofradías de la Comunidad Valenciana, especialmente en la localidad de Almoradí, donde se le atribuyen cerca de treinta imágenes.[4]

## Legado
Ponsoda fue maestro de varios escultores que posteriormente destacaron en el ámbito de la imaginería religiosa, como Julio Benlloch, Carmelo Vicent, José María Rausell, Francisco Llorens, Federico Estebe y Francisco Martínez Aparicio. Su estilo y técnica han influido en generaciones posteriores de imagineros.
En reconocimiento a su labor, el 4 de mayo de 1932, el papa Pío XI le concedió la cruz Pro Ecclesia et Pontifice, una distinción otorgada por servicios destacados a la Iglesia.